# 긴바쿠

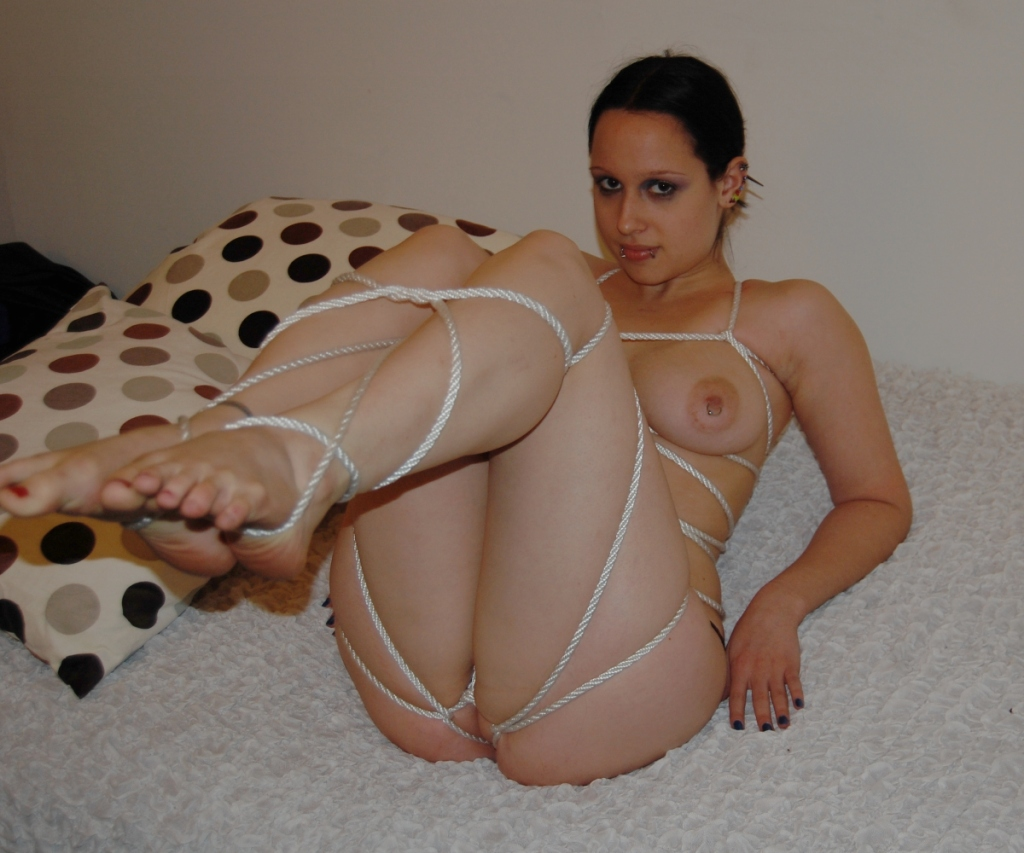

긴바쿠(일본어: 緊縛)는 원래는 팽팽하게 묶는다는 뜻이다. 본디지의 한 종류이다. 긴바쿠는 본디지를 일본에서 부르는 말로 일본에서는 예술 행위 중 하나로도 취급되고 있다.